# 무어 (음악 그룹)
무어는 2018년 EP 《Room》으로 데뷔한 대한민국의 음악 그룹이다.

## 음반
- Room (2018)
- dawn (2019)
- 앤티크 가구거리 (2019)